# Кожа (село)
Кожа́ (каз. Қожа, до 1993 г. — Новонаурзумский) — село в Наурзумском районе Костанайской области Казахстана. Административный центр и единственный населённый пункт сельской администрации Кожа (бывшего Наурзумского сельского округа). Находится примерно в 52 км к юго-востоку от районного центра, села Караменды. Код КАТО — 395847100.

## Население
В 1999 году население села составляло 1280 человек (661 мужчина и 619 женщин). По данным переписи 2009 года, в селе проживало 826 человек (416 мужчин и 410 женщин).